# 정부미 (희극인)
정부미(1948년 5월 10일 ~ 현재)은 대한민국의 희극 배우다. 본래 서울특별시에서 개인택시를 운전하다가 문화방송 관계자에게 발탁되어 희극인으로 데뷔한 독특한 이력의 소유자로 잘 알려져 있다.

## 방송
- 웃으면 복이와요 (MBC, 1979)
- 일요일 밤의 대행진 (MBC, 1981년)
- 청춘행진곡
- 청춘만만세

## 영화
- 《성공시대》 (1988) - 육계장 역